# Leo Rendulic
Leo Rendulic (* 16. Dezember 1903 in Sarajevo, Österreich-Ungarn; † 27. November 1940 in Frankfurt am Main) war ein österreichischer Geotechniker.

## Leben
Rendulic wurde 1932 an der TH Wien mit einer Dissertation über ein Stabilitätsproblem im Stahlbau promoviert. Er trat zum 9. Juli 1932 der NSDAP bei (Mitgliedsnummer 1.211.625). Danach ging er in die Bauindustrie, wobei er sich dem Grundbau zuwandte, und 1934 wieder an die TH Wien als Assistent von Karl Terzaghi. Mit und bei Terzaghi unternahm er in den 1930er Jahren grundlegende Untersuchungen zur Messung des Porenwasserdrucks, der Überprüfung des Konzepts effektiver Spannungen von Terzaghi mit frühen Triaxialversuchen und zur Theorie der Konsolidation. Teilweise setzte er diese Arbeiten ab 1935 bei der Degebo fort, war dort aber durch anderweitige Aufgaben stark gebunden. Der aus Sicht Terzaghis mangelnde Fortschritt brachte ihm heftige Kritik von diesem ein.
1937 habilitierte er sich an der TH Berlin (Ergebnisse und Deutung der Versuche an Tonkörpern). Zuletzt wandte er sich dem Eisenbetonbau zu und arbeitete für eine große Baufirma in Berlin und danach in Frankfurt am Main. Rendulic befasste sich auch mit Erddrucktheorie und hoffte die Professur für Bodenmechanik an der TH Berlin antreten zu können.  
1935 heiratete er in Wien Gertrud Maria Thersia Hagel, mit der er einen Sohn hatte. Die Familie wohnte zuletzt in Frankfurt-Westend. Rendulic starb 1940 wenige Tage vor seinem 37. Geburtstag an Harnleiterkrebs in einem Frankfurter Hospiz.

## Schriften
- Über die Stabilität von Stäben, welche aus einem mit Randwinkeln verstärkten Blech bestehen, Ingenieur-Archiv 1932 (Dissertation)
- Stabilität zusammengesetzter Querschnitte bei reiner Druckbeanspruchung , Sitzungsberichte Wiener Akademie der Wissenschaften, Band 142, 1933, S. 263–278
- Ein Beitrag zur Bestimmung der Gleitsicherheit, Der Bauingenieur, Band 16, 1935, S. 230–233
- Porenziffer und Porenwasserdruck in Tonen, Der Bauingenieur, Band 17, 1936, S. 559–564
- Relation Between Void Ratio and Effective Principal Stresses for a Remolded Silty Clay, Proc. Int. Conf. Soil Mechanics, Cambridge, Band 3, 1936, S. 48–51
- Ein Grundgesetz der Tonmechanik und sein experimenteller Beweis, Bauingenieur, Band 18, 1937, S. 459–467
- Versuche an gestörten Tonproben unter dreiachsigen Druckzuständen, Wasserwirtschaft und Technik 1937
- Der Erddruck in Straßen- und Brückenbau: eine zusammenfassende Darstellung mit Berücksichtigung der neuesten Forschungsergebnisse, Verlag Volk und Reich 1938 (Forschungsarbeiten aus dem Strassenwesen,  Band 10)
- Der hydrodynamische Spannungsausgleich in zentral entwässerten Tonzylindern, Wasserwirtschaft und Technik, Band 2, 1935, S. 250–253, S. 269–273
- Gleitflächen, Prüfflächen und Erddruck, Bautechnik 1940, S. 146